# گروه عملیاتی چرسک
گروه عملیاتی چرسک (لهستانی: Grupa Operacyjna Czersk) یک گروه عملیاتی ارتش لهستان بود که نام خود را از شهر چرسک گرفته است. این گروه عملیاتی که در سال ۱۹۳۹ میلادی ابتدا با نام توخولا و به عنوان نیرویی جهت مقابله با خطر احتمالی حمله آلمان در ایالت آزاد دانتسیش تشکیل شده بود. این گروه عملیاتی سپس به ارتش پومورزه زیر فرماندهی ووادیسواف بورتنوفسکی منتقل و هنگام تهاجم آلمان به لهستان به عنوان جزوی از این ارتش در جنگ حضور داشت.
این گروه عملیاتی با فرماندهی سرلشکر استانیسواو گژموت-اسکوتینسکی از یک تیپ سواره‌نظام و یک تیپ پیاده‌نظام و تعداد زیادی واحدهای کوچک‌تر تشکیل شده بود که مجموع توان این گروه عملیاتی را به یک و نیم لشکر می‌رساند. این گروه عملیاتی به همراه ارتش پومورزه در مراحل نخست حمله آلمان به لهستان حضور داشت که یکی از مهم‌ترین اتفاق آن نبرد توخولا بود.